# Duivelswereld
Duivelswereld (Engelse titel: Satan's world) is een roman van de Amerikaanse schrijver Poul Anderson. Het boek valt in de categorieën sciencefiction, spionage- en avonturenroman. Het verhaal speelt zich af in de verre toekomst. 

## Synopsis
Duivelswereld was een zwerfplaneet die (in astronomisch perspectief) onlangs is gevangen door een ster. De ster straalt tig keer heviger dan de zon. De planeet bevond zich eerst in het stadium van een cryosfeer, maar onder invloed van de zon warmt ze snel op. Op de grond is de temperatuur -200 C terwijl er hete stormen woeden. In zowel begin- als eindstadium is de planeet ongeschikt voor bewoning door wie/wat dan ook. Echter ze is voor alle inwoners van het heelal van groot economische belang. Door de snelle opwarming kan er voor relatief korte termijn elementvervorming toegepast worden. De Aarde heeft ook dan een gebrek aan bepaalde elementen en zelfs elementvervorming kan niet zorgen voor voldoende materie van sommige elementen.
Ten minste twee rassen willen de planeet exploiteren. Allereerst de bewoners van het Aardse Gemenebest. Namens hun reist ruimtevaarder en ontdekkingsreiziger David Falkayn naar de verre planeet. Hij is ondergeschikte van de handelaar Nicholas van Rijn van de Solitaire Specerijen & Dranken Maatschappij, onderdeel van de Polesotechnische Liga. Het andere ras is minotaurusachtig en afkomstig van de planeet Dathyna. De bewoners daarvan, de Shenna, blijken al jaren op aarde geïnfiltreerd te zijn via Paradijs NV. Paradijs NV is een bedrijf dat al dan niet clandestien handelt in informatie. Voor elke vraag om informatie moet ook een stuk informatie prijsgegeven worden. Het wordt een steekspel waarbij Van Rijn al zijn manipulatieve krachten moet gebruiken.    